# بازنده (آلبوم)
بازنده آلبومی است که شامل منتخبی از موسیقی متن فیلم سینمایی بازنده (۱۳۸۳) به آهنگسازی محمدمهدی گورنگی است. در این آلبوم ترانه فیلم بازنده با صدای امیر فاتحی و ترانه‌سرایی فرزاد حسنی نیز گنجانده شده‌است. این آلبوم در سال ۱۳۸۳ توسط شرکت فرهنگی هنری آوای سپهر منتشر شد.

## دست‌اندرکاران
- محمدمهدی گورنگی – آهنگساز، پیانو، سازهای الکترونیک
- امیر فاتحی - خواننده
- فرزاد حسنی - ترانه‌سرا
- ناصر رحیمی – فلوت
- کریم قربانی - ویلنسل
- مازیار ظهیرالدینی - ویلن
- علی جعفری پویان - ویلن، سولیست ویلن
- گروه همخوان: سودابه شمس، نرگس طرفی نژاد، هومن رزاقی
- ضبط موسیقی: رضا شاه بیگی، نوید شاه بیگی
- استودیو: مؤسسه فرهنگی هنری پویا
- مسترینگ: آرش عادل پور